# Iepenspikkel
Iepenspikkel (Swinscowia affinis) is een korstmossoort uit de familie Strigulaceae. Hij komt voor op bomen en leeft in symbiose met de alg Trentepohlia. Hij komt met name voor op gladde boomschors zoals Fraxinus, Juglans en linde (Tilia).

## Determinatie

### Uiterlijke kenmerken
Iepenspikkel is een korstvormig korstmos. Het thallus is dun en grotendeels witachtig of lichtgrijs van kleur. Peritheciën zijn aanwezig, zwart van kleur, grotendeels ondergedompeld en zijn 0,3 tot 0,45 μm in diameter. Er zijn meestal twee typen pycnidiën aanwezig, namelijk de macropycnidiën en de microconidiën. De macropycnidiën zijn 3-septaat, meten 0,15 tot 0,2 mm in diameter en eindigen met een gelatineus aanhangsel. De micropycnidiën zijn 0,05 tot 0,1 mm in diameter. Verder zijn er microconidiën, deze zijn kort cilindrisch en meten 3–4 × 1–1,5 μm.
Iepenspikkel heeft de volgende kenmerkende kleurreacties: K-, C-, KC-, P-.

### Microscopische kenmerken
De asci zijn 8-sporig, cilindrisch, enigszins vergroot in het midden en kort gesteeld aan de basis. De ascosporen zijn 3-septaat, hyaliene, spoelvormig en meten (12–)14–19(–24,5) × (3–)4–6,5 μm.

## Verspreiding
In Nederland is iepenspikkel zeer zeldzaam. Hij staat op de Nederlandse Rode Lijst in de categorie 'gevoelig'.